# Julia Dolly Joiner

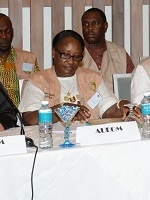
Julia Dolly Joiner

Julia Dolly Joiner (geb. 11. November 1956 in Bathurst) ist eine gambische Politikerin.

## Leben
Joiner besuchte von 1967 bis 1973 die St. Joseph’s High School und im Anschluss die Gambia High School, die sie 1975 abschloss.
Sie studierte 1975/1976 an der Universität Dakar Französische Sprache und Kultur (Cours de Langue et de Civilisation Francaise) und erwarb 1980 an der Universität Grenoble einen Masterabschluss in Linguistik und einen Bachelorabschluss in Französisch.
Ab 1981 arbeitete Joiner in verschiedenen Ministerien, insbesondere im Ministerium für Gesundheit, Arbeit und Soziales. Im Ministerium für Jugend, Sport und Kultur war sie von September 1994 bis Juni 1995 stellvertretende Staatssekretärin, anschließend Staatssekretärin im Außenministerium (bis November 1996) und im Präsidialamt (bis Dezember 1998). 1999 war sie Secretary to Cabinet. Zwischen Januar 2000 und November 2002 war sie als erste Frau Generalsekretärin und Leiterin des öffentlichen Dienstes (Secretary General and Head of the Civil Service). Im Januar 2003 soll sie ihren Rückzug aus dem Staatsdienst eingereicht haben, da sie nach der Entlassung als Generalsekretärin als Hochkommissarin in das Bürgerkriegsland Sierra Leone geschickt worden sei.
Im September 2003 wurde sie zur Kommissarin für Politische Angelegenheiten (Commissioner for Political Affairs) der Afrikanischen Union gewählt und hatte diese Position zwei Amtsperioden lang inne. Im Juli 2012 folgte ihr die Nigerianerin Aisha Abdullahi im Amt.
2015 war sie bei der Präsidentschaftswahl auf den Seychellen Wahlbeobachterin für die Afrikanische Union.
Joiner ist seit 2001 Trägerin des Order of the Republic of The Gambia in der Stufe Commander. Sie ist verheiratet und hat zwei Kinder.